# Fara Williams
Fara Tanya Franki Williams Merrett (Londra, 25 gennaio 1984) è un'ex calciatrice britannica, di ruolo centrocampista. Ha giocato per 172 volte con la maglia della nazionale inglese, vestendo inoltre la maglia della nazionale britannica durante il torneo femminile ai Giochi della XXX Olimpiade.

## Carriera

### Club
Fara Williams è cresciuta calcisticamente nelle giovanili del Chelsea. Nel 2001 ha firmato per il Charlton Athletic e al termine della stagione 2001-02 ha vinto il premio come miglior giovane dell'anno (FA Young Player of the Year Award). A causa di un infortunio alla schiena ha saltato buona parte della stagione 2002-03, mentre nella stagione successiva ha contribuito agli ottimi risultati raggiunti dal Charlton: secondo posto in Premier League, finale di FA Women's Cup e vittoria della FA Women's Premier League Cup contro il Fulham.
Nell'estate del 2004 si è trasferita all'Everton, i cui tifosi l'hanno chiamata "Queen Fara". Alla prima stagione all'Everton ha disputato la sua terza finale di FA Women's Cup contro la sua ex-squadra, il Charlton, perdendo per la terza volta consecutiva. Nella stagione 2007-08 ha vinto la sua seconda FA Women's Premier League Cup con l'Everton che ha sconfitto l'Arsenal nella finale giocata al Brisbane Road. Invece, nella semifinale di FA Cup persa ai tiri di rigore contro il Leeds ha sbagliato due rigori, uno nel corso della partita e l'altro dei tiri di rigore finali. Nonostante nella stagione 2008-09 l'Everton ha perso il titolo per una peggior differenza reti rispetto all'Arsenal, Fara Williams ha vinto il premio di miglior giocatrice dell'anno (FA Players' Player of the Year Award).
Il 23 settembre 2009 Fara Williams è stata scelta dai Philadelphia Independence nel draft della Women's Professional Soccer assieme alla connazionale Lianne Sanderson, ma alla fine ha deciso di rimanere all'Everton. E nella stagione seguente conquista con l'Everton la sua prima FA Cup sconfiggendo in finale l'Arsenal dopo i tempi supplementari.
L'avventura di Fara Williams all'Everton si è conclusa nel novembre 2012, quando assieme alla compagna di squadra Natasha Dowie si è trasferita alle rivali cittadine del Liverpool, che stava costruendo una squadra in grado di interrompere la supremazia dell'Arsenal. Infatti, il Liverpool ha vinto per due anni consecutivi la FA Women's Super League. Nel corso della stagione 2015 Fara Williams è stata lontana dal campo da gioco per tre mesi a causa di un infortunio al tendine rotuleo.
Il 7 gennaio 2016 ha lasciato il Liverpool dopo tre stagioni e ha firmato per l'Arsenal, squadra con la quale contribuisce a raggiungere la terza posizione in FA Women's Super League 1 nelle stagioni 2016 e 2017 lasciando la società a fine campionato.
Durante il calciomercato estivo 2017 decide di trasferirsi al Reading. Ha giocato per il Reading per quattro stagioni consecutive, per poi ritirarsi al termine della stagione 2020-2021.

### Nazionale
Nel novembre 2001, grazie alle prestazioni offerte all'inizio della sua prima stagione al Charlton, ha attratto le attenzioni di Hope Powell, l'allenatore della Nazionale inglese, che l'ha convocata per la sfida contro il Portogallo. È entrata in campo a partita in corso e ha esordito all'età di 17 anni. Ha giocato da titolare la partita di ritorno a Portsmouth, segnando la sua prima rete con la maglia della nazionale.
Nell'agosto 2002 ha fatto parte della selezione inglese che ha partecipato alla campionato mondiale Under-19, disputato in Canada.
Fara Williams ha fatto parte della nazionale inglese in tre edizioni del campionato europeo femminile di calcio (2005, 2009 e 2013) e in tre edizioni del campionato mondiale femminile di calcio (2007, 2011 e 2015), vincendo la medaglia di argento agli Europei 2009 e la medaglia di bronzo ai Mondiali 2015.
Ha raggiunto le 100 presenze in maglia inglese il 1º marzo 2012 in occasione della sfida alla Svizzera in Cyprus Cup e nell'occasione realizza la rete che decide l'incontro. Il 3 agosto 2014 nella partita contro la Svezia ha raggiunto le 130 presenze in nazionale, diventando la calciatrice con più presenze nella storia della Nazionale inglese.
Nella finale per il terzo posto dei mondiali di Canada 2015, dopo aver realizzato due calci di rigore nel corso della manifestazione, Fara Williams ha realizzato il calcio di rigore al 3' del secondo tempo supplementare contro la Germania. Questo calcio di rigore è stato decisivo per la conquista della medaglia di bronzo per la nazionale inglese, nonché per la prima vittoria in assoluto dell'Inghilterra sulla Germania.
Nel giugno 2012 ha fatto parte della nazionale britannica, che ha partecipato al torneo di calcio in occasione dei Giochi della XXX Olimpiade di Londra.

## Palmarès

### Club
FA Women's Super League: 2 
Liverpool: 2013, 2014
FA Women's Cup: 1 
Everton: 2009-2010
FA Women's Premier League Cup: 2 
Charlton Athletic: 2003-2004
Everton: 2007-2008

### Nazionale
Cyprus Cup: 3 
2009, 2013, 2015

### Individuali
- FA International Player of the Year Award: 2

2006–07, 2008–09
- FA Players' Player of the Year Award: 1

2008–09
- FA Young Player of the Year Award: 1

2001–02
- PFA Team of the Year Award: 1

2013-2014